# Campeonato Mundial de Lucha de 1971
El XXVIII Campeonato Mundial de Lucha se celebró en Sofía (Bulgaria) entre el 27 de agosto y el 5 de septiembre de 1971 bajo la organización de la Federación Internacional de Luchas Asociadas (FILA) y la Federación Búlgara de Lucha.

## Resultados

### Lucha grecorromana
| Evento  | Oro                          | Plata                      | Bronce                     |
| ------- | ---------------------------- | -------------------------- | -------------------------- |
| 48 kg   | Vladimir Zubkov URSS         | Hızır Sarı Turquía         | Stefan Anguelov Bulgaria   |
| 52 kg   | Petar Kirov Bulgaria         | Gheorghe Stoiciu Rumania   | József Doncsecz · Hungría  |
| 57 kg   | Rustem Kazakov URSS          | Jristo Traikov Bulgaria    | János Varga · Hungría      |
| 62 kg   | Gueorgui Markov Bulgaria     | Kazimierz Lipień · Polonia | Hideo Fujimoto Japón       |
| 68 kg   | Sreten Damjanović Yugoslavia | Klaus-Peter Göpfert RDA    | Takashi Tanoue Japón       |
| 74 kg   | Viktor Igumenov URSS         | Momir Kecman Yugoslavia    | Petros Galaktópulos Grecia |
| 82 kg   | Csaba Hegedűs · Hungría      | Anatoli Nazarenko URSS     | Kiril Dimitrov Bulgaria    |
| 90 kg   | Valeri Rezantsev URSS        | Stoyan Ivanov Bulgaria     | Lothar Metz RDA            |
| 100 kg  | Per Svensson · Suecia        | Nicolae Martinescu Rumania | Marin Kolev Bulgaria       |
| +100 kg | Alexandar Tomov Bulgaria     | Anatoli Roshchin URSS      | Petr Kment Checoslovaquia  |

### Lucha libre
| Evento  | Oro                        | Plata                               | Bronce                            |
| ------- | -------------------------- | ----------------------------------- | --------------------------------- |
| 48 kg   | Ebrahim Yavadi Irán        | Bazarragchaaguiin Zhamsran Mongolia | Ognian Nikolov Bulgaria           |
| 52 kg   | Mohamad Gorbani Irán       | Bayu Baev Bulgaria                  | Aminula Nasrulayev URSS           |
| 57 kg   | Hideaki Yanagida Japón     | Donald Behm Estados Unidos          | Megdiin Joilogdorzh Mongolia      |
| 62 kg   | Zagalav Abdulbekov URSS    | Shamsedin Seyed-Abasi Irán          | Kiyoshi Abe Japón                 |
| 68 kg   | Danny Gable Estados Unidos | Vasili Kazakov URSS                 | Ismail Yuseinov Bulgaria          |
| 74 kg   | Yuri Gusov URSS            | Ludovic Ambruș Rumania              | Mohamad Farhangdust Irán          |
| 82 kg   | Levan Tediashvili URSS     | Horst Stottmeister RDA              | Vasile Iorga Rumania              |
| 90 kg   | Rusi Petrov Bulgaria       | Paweł Kurczewski · Polonia          | Russell Hellickson Estados Unidos |
| 100 kg  | Shota Lomidze URSS         | Jorlooguiin Bayanmönj Mongolia      | Vasil Todorov Bulgaria            |
| +100 kg | Alexandr Medved URSS       | Osman Duraliev Bulgaria             | Stanisław Makowiecki · Polonia    |

## Medallero
| Núm. | País           | Oro | Plata | Bronce | Total |
| ---- | -------------- | --- | ----- | ------ | ----- |
| 1    | URSS           | 9   | 3     | 1      | 13    |
| 2    | Bulgaria       | 4   | 4     | 6      | 14    |
| 3    | Irán           | 2   | 1     | 1      | 4     |
| 4    | Estados Unidos | 1   | 1     | 1      | 3     |
| 5    | Yugoslavia     | 1   | 1     | 0      | 2     |
| 6    | Japón          | 1   | 0     | 3      | 4     |
| 7    | Hungría        | 1   | 0     | 2      | 3     |
| 8    | Suecia         | 1   | 0     | 0      | 1     |
| 9    | Rumania        | 0   | 3     | 1      | 4     |
| 10   | RDA            | 0   | 2     | 1      | 3     |
| 10   | Mongolia       | 0   | 2     | 1      | 3     |
| 10   | Polonia        | 0   | 2     | 1      | 3     |
| 13   | Turquía        | 0   | 1     | 0      | 1     |
| 14   | Checoslovaquia | 0   | 0     | 1      | 1     |
| 14   | Grecia         | 0   | 0     | 1      | 1     |
|      | TOTAL          | 20  | 20    | 20     | 60    |